# Federazione calcistica del Botswana
La Federazione calcistica del Botswana (in inglese Botswana Football Association, acronimo BFA) è l'ente che governa il calcio in Botswana.
Fondata nel 1970, si affiliò alla FIFA nel 1978, e alla CAF nel 1976. Ha sede nella capitale Gaborone e controlla il campionato nazionale, la coppa nazionale e la Nazionale del paese.